# El Palacés
El Palacés es una localidad española del municipio almeriense de Zurgena, en la comunidad autónoma de Andalucía.

## Geografía
Está situada en el extremo oriental de la comarca del Valle del Almanzora. Cerca de esta localidad se encuentran los núcleos de La Concepción, El Cucador, Los Carasoles, Los Menas, Zurgena y La Alfoquía.
Judicialmente pertenece al partido de Huércal-Overa. El gentilicio de sus habitantes es palacense.

## Historia
La localidad era mencionada hacia mediados del siglo XIX como un caserío del municipio de Zurgena. Aparece descrita en el duodécimo volumen del Diccionario geográfico-estadístico-histórico de España y sus posesiones de Ultramar de Pascual Madoz —tomo en el que también se hace mención de un «castillo de Palacés», arruinado ya por aquel entonces— de la siguiente manera:

PALACÉS: cas. en la prov. de Almería, part. jud. de Huercalovera y térm. jurisd. de Zurgena.
(Madoz, 1849, p. 518)

## Demografía
Según el Instituto Nacional de Estadística de España, en 2021 El Palacés contaba con 135 habitantes censados, lo que representa el 4,66% de la población total del municipio.
| Gráfica de evolución demográfica de El Palacés entre 2011 y 2021 |
|                                                                  |
| Datos según el nomenclátor publicado por el INE.                 |